# البور
البور یک منطقهٔ مسکونی در سومالی است که در Mudug واقع شده‌است. البور ۸۶٬۰۰۰ نفر جمعیت دارد.